# Rock This Country!
«Rock This Country!» — одинадцятий сингл третього студійного альбому канадської кантрі-співачки Шанаї Твейн — «Come On Over» (1997). У США і Канаді пісня вийшла 10 січня 2000. Пісня написана Шанаєю Твейн і Робертом Джоном Лангом; спродюсована Робертом Джоном Лангом. Музичне відео зрежисерував Ларрі Джордан; прем'єра музичного відео відбулась 23 грудня 1999.

## Музичне відео
Музичне відео зрежисерував Ларрі Джордан. Зйомки проходили у Далласі, США 25 листопада 1999. Прем'єра музичного відео відбулась 23 грудня 1999.

## Список пісень
1. Rock This Country! — 4:26

## Чарти
| Чарт (2000)                      | Найвища позиція |
| -------------------------------- | --------------- |
| Canada RPM Country Singles       | 3               |
| U.S. Billboard Hot Country Songs | 30              |